# Diaspora (naród)
Diaspora – słowo pochodzenia greckiego, oznaczające rozproszenie członków danego narodu bądź grupy etnicznej wśród innych narodów lub też wyznawców danej religii wśród wyznawców innej, nadawane konkretnym grupom przez naukowców lub też w wyniku autodefiniowania. Nazywa się tak również społeczność rozproszonych osób oraz geograficzną przestrzeń zamieszkiwaną przez taką społeczność.
Semantycznie diaspora ((gr.) diaspeirō) oznacza „rozmieszczać”, które to słowo jest połączeniem wyrazów speirō (siać) oraz dia („z jednego końca na drugi”). Jako klasyczne wymienia się diaspory grecką, ormiańską oraz żydowską. Początkowo pojęcie wiązano z historią Żydów, a później z innymi rozproszonymi ludami o wspólnej religii i kulturze. Z czasem stało się ono na tyle wieloznaczne, że obejmować zaczęło wszelkie duże i przez to zauważalne społeczności imigrantów, w tym także migrantów sezonowych i uchodźców, a jednocześnie zaczęło być używane przez postmodernistów w przeciwstawianiu się państwu narodowemu.

## Cechy diaspor według Robina Cohena
- przenoszenie się z pierwotnej ojczyzny na nowy obszar lub wiele obszarów, często w wyniku traumatycznych doświadczeń, czasem w wyniku potrzeb zarobkowych lub kolonialnych;
- wspólna pamięć ojczyzny członków diaspory połączona z jej idealizacją i potrzebą działania na rzecz jej ciągłego trwania, a także społeczne aprobowanie powrotu do niej;
- tożsamość etniczna oparta na poczuciu odrębności i wspólnego losu, pielęgnowana mimo upływu czasu i przestrzennego rozproszenia;
- poczucie solidarności z członkami diaspory w innych państwach;
- pewne napięcia w relacjach z ludnością krajów zamieszkania wynikające z braku akceptacji lub rozwój kreatywności w państwach otwartych na pluralizm;
- „triadyczne powiązanie” autoidentyfikacji grupy etnicznej w jej środowisku z członkami grupy etnicznej w innych częściach świata oraz ojczyznami, z których te grupy się wywodzą[6].

## Diaspory a religie
Według Robina Cohena pojęcia tego nie należy wiązać z religiami, ponieważ religie mogą łączyć wiele grup etnicznych, a nie jest ich celem powrót do ojczyzny. Nie dotyczy to wyznawców judaizmu i sikhizmu, a także alewitów, bahaitów, izmaelitów oraz rastafarian. Inni autorzy zakładają, że można mówić o diasporach religijnych, wskazują też na takie związki jak „kraj macierzysty religii” bądź to, że powstanie diaspory implikuje praktyki religijne. Takie ujęcie jest jednak problematyczne, ponieważ przedstawiciele danego narodu żyjący we własnym państwie byliby diasporą jakiejś religii, której kraj macierzysty ulokowany jest w innym miejscu.

## Diaspory a polityka
Angażowanie diaspor, zarówno wspólnot etnicznych i religijnych, jak i kolejnych pokoleń potomków emigrantów w sprawy danej ojczyzny jest jedną z form „ojczyźnianej” lojalności politycznej i wzmacniane jest dzięki m.in. łatwemu transportowi, komunikacji internetowej bądź możliwości posiadania podwójnego obywatelstwa. Niejednokrotnie nacjonalizm i ruchy narodowowyzwoleńcze inicjowane są poza terytorium postulowanego państwa, a sama migracja może ożywiać tożsamość narodową.
Przeciwstawnym do diaspory pojęciem jest hybrydyzacja oznaczająca pojawianie się „niejednoznacznych tożsamości” pod wpływem mieszania się kultur oraz deterytorializację. Oba te procesy, tj. hybrydyzacji i kształtowania się diaspor występują jednocześnie.